# Serie A 1955-1956 (rugby a 15)
La serie A 1955-56 fu il 26º campionato nazionale italiano di rugby a 15 di prima divisione.
Si tenne dal 10 ottobre 1955 al 25 aprile 1956 tra 10 squadre a girone unico per la quinta stagione consecutiva.
Fu l'ultimo con tale formula prima di una ristrutturazione a gironi del campionato, che portò l'anno seguente il torneo ad allineare alla partenza 29 squadre; per tale ragione non furono previste retrocessioni nel campionato in oggetto.
In tale edizione di torneo i club sponsorizzati furono due: il Treviso, che già aveva abbinato il suo nome alla ditta Garbuio, si presentò nel nuovo campionato con il marchio di macchine per caffè espresso Faema; il Rho fu invece sponsorizzato dall'impresa edilizia Giudici.
Tra le altre curiosità statistiche, figura il ritorno dell'Associazione Sportiva Roma che, già nell'immediato anteguerra, era stata presente al torneo, ma solo come marchio apposto sopra la Rugby Roma, mentre nell'edizione in oggetto presentò una propria squadra di rugby distinta dalla società bianconera.
Il Treviso si impose alla fine sul Parma e conquistò il suo primo scudetto, divenendo la sesta squadra a iscrivere il suo nome nell'albo d'oro del campionato italiano.
L'incontro che diede i due punti decisivi con cui Treviso si aggiudicò il primo posto fu il recupero contro Rovigo disputato il 25 aprile 1956 a campionato finito, che Treviso vinse 17-10.

## Squadre partecipanti
- Amatori Milano
- L’Aquila
- Rugby Milano
- Parma
- Petrarca (Padova)

- A.S. Roma
- Rugby Roma
- Rho (sponsorizzata Giudici)
- Rovigo
- Treviso (sponsorizzata Faema)

## Risultati
|      | 1ª/10ª giornata       |      |
| ---- | --------------------- | ---- |
| 0-6  | Milano — Parma        | 12-6 |
| 15-9 | Petrarca — Rugby Roma | 11-9 |
| 3-0  | Rovigo — L'Aquila     | 0-6  |
| 9-6  | Rho — Amatori Milano  | 6-6  |
| 11-6 | A.S. Roma — Treviso   | 0-8  |
|      |                       |      |

|       | 4ª/13ª giornata         |     |
| ----- | ----------------------- | --- |
| 3-6   | Amatori Milano — Milano | 3-6 |
| 11-11 | Parma — Treviso         | 0-3 |
| 9-3   | Petrarca — Rovigo       | 3-6 |
| 0-8   | Rugby Roma — A.S. Roma  | 0-6 |
| 3-0   | L'Aquila — Rho          | 3-5 |
|       |                         |     |

|     | 7ª/16ª giornata           |      |
| --- | ------------------------- | ---- |
| 3-3 | Amatori Milano — L'Aquila | 0-13 |
| 3-3 | Treviso — Milano          | 5-0  |
| 9-9 | A.S. Roma — Milano        | 3-16 |
| 0-9 | Petrarca — Rho            | 0-9  |
| 8-3 | Rovigo — Parma            | 0-3  |

|      | 2ª/11ª giornata           |       |
| ---- | ------------------------- | ----- |
| 6-11 | Amatori Milano — Petrarca | 14-11 |
| 3-0  | L'Aquila — A.S. Roma      | 3-3   |
| 9-6  | Treviso — Rovigo          | 17-10 |
| 32-3 | Parma — Rho               | 8-3   |
| 0-13 | Rugby Roma — Milano       | 3-29  |
|      |                           |       |

|      | 5ª/14ª giornata          |      |
| ---- | ------------------------ | ---- |
| 3-14 | Parma — Petrarca         | 6-0  |
| 6-6  | Milano — Rovigo          | 3-6  |
| 5-0  | Treviso — Amatori Milano | 0-0  |
| 6-9  | Rho — A.S. Roma          | 3-22 |
| 3-12 | Rugby Roma — L'Aquila    | 6-6  |
|      |                          |      |

|      | 8ª/17ª giornata            |      |
| ---- | -------------------------- | ---- |
| 3-3  | A.S. Roma — Amatori Milano | 6-6  |
| 8-3  | Treviso — Rho              | 15-3 |
| 0-5  | Milano — Petrarca          | 3-10 |
| 6-9  | Parma — L'Aquila           | 6-0  |
| 26-9 | Rovigo — Rugby Roma        | 3-8  |

|      | 3ª/11ª giornata         |     |
| ---- | ----------------------- | --- |
| 0-11 | A.S. Roma — Parma       | 0-3 |
| 0-0  | Milano — L'Aquila       | 0-5 |
| 11-3 | Petrarca — Treviso      | 0-9 |
| 17-0 | Rovigo — Amatori Milano | 0-3 |
| 9-0  | Rho - Parma             | 3-3 |
|      |                         |     |

| 0-0 | Amatori Milano — Rugby Roma | 3-29 |
| 9-3 | L'Aquila — Treviso          | 0-17 |
| 3-0 | A.S. Roma — Milano          | 14-6 |
| 0-0 | Petrarca — Rho              | 0-0  |
| 6-3 | Rovigo — Parma              | 0-6  |
|     |                             |      |

|      | 6ª/15ª giornata        |      |
| ---- | ---------------------- | ---- |
| 6-19 | Amatori Milano — Parma | 6-14 |
| 5-8  | L'Aquila — Petrarca    | 0-14 |
| 8-21 | Rho — Milano           | 3-6  |
| 5-14 | Rugby Roma — Treviso   | 9-12 |
| 6-0  | Rovigo — A.S. Roma     | 3-9  |

## Classifica
|  |     | Squadra        | G  | V  | N | P  | PF  | PS  | Pt |
|  | --- | -------------- | -- | -- | - | -- | --- | --- | -- |
|  | 1.  | Treviso        | 18 | 12 | 3 | 3  | 144 | 81  | 27 |
|  | 2.  | Parma          | 18 | 12 | 1 | 5  | 158 | 73  | 25 |
|  | 3.  | Petrarca       | 18 | 11 | 2 | 5  | 130 | 78  | 24 |
|  | 4.  | A.S. Roma      | 18 | 9  | 3 | 6  | 100 | 75  | 21 |
|  | 5.  | L’Aquila       | 18 | 8  | 4 | 6  | 84  | 77  | 20 |
|  | 6.  | Rugby Milano   | 18 | 7  | 3 | 8  | 114 | 93  | 18 |
|  | 7.  | Rovigo         | 18 | 8  | 2 | 8  | 126 | 112 | 16 |
|  | 8.  | Rho            | 18 | 3  | 5 | 10 | 76  | 167 | 11 |
|  | 9.  | Amatori Milano | 18 | 2  | 6 | 10 | 77  | 158 | 10 |
|  | 10. | Rugby Roma     | 18 | 2  | 3 | 13 | 93  | 188 | 7  |

## Verdetti
- Treviso: campione d'Italia